# Edward Noble
Pour les articles homonymes, voir Noble (homonymie).
Edward John Noble (1882 à Gouverneur, New York - 28 décembre 1958) était un entrepreneur américain dans le domaine de la radiodiffusion et les confiseries.

## Biographie
En 1913, il rachète la marque de bonbons Life Savers à Clarence Crane et en fait un succès en changeant l'emballage cartonné par de l'aluminium afin de conserver le goût.
En 1943, sa fortune lui permet d'acheter le réseau NBC Blue à Radio Corporation of America (RCA), forcée de s'en séparer Federal Communications Commission (FCC), réseau qui deviendra l'American Broadcasting Company (ABC). Noble accepte le prix de 8 millions de dollars pour acheter le réseau,. Selon les règles de la FCC, la transaction qui comprend le rachat par Noble de trois stations à RCA, implique la revente d'une station par Noble qui doit elle aussi être approuvée par la FCC. La commission autorise la transaction le 12 octobre 1943,. Peu après, Blue Network Company Inc est racheté par la société fondée par Noble American Broadcasting System Inc. Le réseau est rebaptisé American Broadcasting Company (ABC) courant 1944 et sa société mère American Broadcasting Companies Inc,. La même année il achète l'île de Sainte Catherine en Géorgie.
En 1951, Noble qui détient 58 % d'ABC, doit sortir 5 millions d'USD de sa poche afin d'éviter la faillite d'ABC, les banques refusant de nouveaux crédits, somme obtenue grâce à un emprunt auprès de la Prudential Insurance Company of America.
Leonard Goldenson, président d'UPT, qui cherche alors à se diversifier, approche Noble en 1951 et lui propose qu'UPT achète ABC. Noble reçoit d'autres offres dont une de Bill Paley de CBS mais cela forcerait CBS à revendre au moins les stations de New York et de Los Angeles. Goldenson et Noble parviennent à un accord de principe à la fin du printemps 1951 selon lequel ABC devient une filiale d'UPT mais reste autonome pour sa gestion. En 1950, Noble avait nommé Robert Kintner président d'ABC tandis que Noble était PDG, poste qu'il conserve jusqu'à sa mort en 1958.